# Plagionotus detritus
Plagionotus detritus је врста инсекта из реда тврдокрилаца (Coleoptera) и породице стрижибуба (Cerambycidae). Сврстана је у потпородицу Cerambycinae.

## Распрострањеност
Врста је распрострањена на подручју Европе, Русије, Кавказа, Казахстана и Блиског истока. Врста се спорадично јавља у Србији.

## Опис
Глава је црне боје, предњи део главе и попречна штрафта иза очију са жутом пубесценцијом. Пронотум је црн са широком, жутом предњом ивицом и жутом попречном штрафтом иза средине. Елитрони су тамнобраон до црвенкастобраон боје са жутим штрафтама које према врху постају гушће. Раменски део и сутурално подручје, као и ноге и антене, су црвенкастобраон боје. Антене су средње дужине. Дужина тела је од 10 до 20 mm.

## Биологија
Животни циклус траје једну до две године. Ларве се развијају у болесним и умирућим стаблама и гранама које су изложене сунцу, а адулти се обично срећу на биљци домаћину (од маја до августа). Као домаћини јављају се различите врсте листопадног дрвећа (првенствено храст, али и буква, бреза, питоми кестен и граб).

## Галерија
- одрасла јединка
- изваљивање Plagionotus detritus из лутке до адулта
- одрасла јединка
- одрасла јединка

## Статус заштите
Врста се налази на Европској црвеној листи сапроксилних тврдокрилаца.

## Синоними
- Leptura detrita Linnaeus, 1758
- Clytus detritus (Linnaeus, 1489)
- Stenocorus brabantinus Voet, 1806 (unavailable name) unav.
- Callidium convertinii Petagna, 1819